# Озероучумский сельсовет
Озероучу́мский сельсове́т — муниципальное образование (сельское поселение) в Ужурском районе Красноярского края. Административный центр поселения — посёлок Озеро Учум.

## География
Озероучумский сельсовет находится южнее Ачинска, на юго-западе Красноярского края, южнее районного центра

## История
Озероучумский сельсовет наделён статусом сельского поселения в 2005 году.

## Население
| 2010 | 2012 | 2013 | 2014 | 2015 | 2016 | 2017 |
| ---- | ---- | ---- | ---- | ---- | ---- | ---- |
| 996  | ↘976 | ↘946 | ↘920 | ↘912 | ↗914 | →914 |

## Состав сельского поселения
В состав сельского поселения входят 2 населённых пункта:
| № | Населённый пункт | Тип населённого пункта          | Население |
| - | ---------------- | ------------------------------- | --------- |
| 1 | Камышта          | деревня                         | 111       |
| 2 | Озеро Учум       | посёлок, административный центр | 885       |